# Institution Saint-Willigis
Le lycée diocésain Willigis est un établissement d'enseignement privé catholique dans le centre historique de la ville de Mayence, sous contrat. Créé en 1852 par Mgr Wilhelm Emmanuel von Ketteler, il est l'un des lycées les plus réputés de Mayence. Il est sous les auspices du diocèse de Mayence et est nommé d'après l'ancien évêque Willigis de Mayence.

## Histoire
L'école a été fondée à l’occasion de la fête de la Sainte-Présentation en 1852 comme l’« École Sainte-Marie ». Pour la gestion de l’école et l'enseignement, Mgr Ketteler fit appel aux pères Marianistes. Les mesures répressives du Kulturkampf, à partir de 1874, compliquèrent le recrutement de collaborateurs catholiques, et le travail scolaire s'en trouva gravement gêné : le personnel du clergé de la ville et des enseignants laïcs ont aidé à combler le manque d'enseignants en assurant le soutien scolaire. À un moment critique où seuls quatre frères demeuraient en poste, Mgr Paul Leopold Haffner a décidé de maintenir l'école Sainte-Marie. En 1901, le nouveau bâtiment de l'école Sainte-Marie put être inauguré, en présence de l'évêque Heinrich Brück, directeur provincial du baron Gagern, par le gouverneur Paul von Collas (de), le maire Heinrich Gassner (de),  les chanoines du chapitre de Mayence et bien d'autres personnalités.
Au cours de la Première Guerre mondiale, l'école fut convertie en hôpital militaire. Les cours étaient transférés dans la sacristie de l’église Saint-Etienne, au séminaire et dans la chancellerie de l'évêque. Malgré l'opposition de Mgr Ludwig Maria Hugo, le troisième principal de collège, Johannes Gärtner, était expulsé en mars 1923 par arrêt de autorités militaires des forces d'occupation, sans qu'aucune raison soit d'ailleurs invoquée. Le prébendier Wettig, en tant que plus proche chef d'établissement, exerça la direction de l'école jusqu'à sa fermeture en 1938 dans le cadre de la « mise au pas » des enseignants catholiques. Mgr Albert Stohr a annoncé dans sa lettre pastorale du 1er mai 1938 la fermeture de toutes les écoles paroissiales du diocèse. Il faudra encore attendre 1955 pour que l'école soit rouverte : elle poursuivra son activité éducative jusqu'en 1960, avant de recevoir son titre actuel d’établissement secondaire Willigis. Dotée en 1972 d'un lycée professionnel, la Willigis-Realschule ne pourra toutefois ouvrir ses portes que quelques années plus tard : en raison de l'augmentation du nombre d'étudiants, il fallut étendre et moderniser le bâtiment de l'école, ce qui ne sera achevé qu'en 1985. En 2011, l'école a été agrandie d’un restaurant, et a bénéficié de travaux de rénovation en 2012.

## Anciens professeurs notables
- Nikolaus Adler (de) (1902-1970), théologien
- Volker Funk (né en 1946), musicien
- Robert Köck (de) (1924-2016), artiste
- Harald Kohtz (1925-1991), germaniste, angliciste, auteur et rédacteur.
- Hein-Direck Neu (de) (1944-2017), lanceur de disque
- Heinrich Rohr (de) (1902-1997), musicien d'église et compositeur.
- Helimar Schoormans (de) (1925-2013), peintre et graphiste
- Alois Seiler (de) (1909-1997), historien

## Anciens élèves célèbres
- Peter Blum (de) (né en 1991), acteur
- Klaus Brantzen (de) (né en 1958), acteur, chanteur, musicien et artiste de cabaret.
- Florian Claus, chanteur du groupe voXXclub (de) et acteur de comédie musicale[2]
- Jean Falk (de) (1850-1930), fonctionnaire de l'artisanat et député de la première chambre des États du grand-duché de Hesse (de)
- Bertram Fleck (de) (né en 1949), administrateur de l'arrondissement de Rhin-Hunsrück.
- Andreas Haratsch (de) (né en 1963), juriste d'État
- Norbert Himmler (de) (né en 1971), directeur général de la Zweite Deutsches Fernsehens depuis 2022.
- Ralf Hinkel, fondateur et ancien directeur de Mobotix (de).
- Gerhard Horsmann (de) (né en 1958), historien
- Daniel Köbler, homme politique allemand, président du groupe parlementaire des Verts de Rhénanie-Palatinat
- Michael Macsenaere (de) (né en 1959), directeur de l'Institut pour l'aide aux enfants et aux adolescents
- Tobias Mann (de) (né en 1976), artiste de cabaret, comédien et musicien
- Gerhard Ludwig Müller (né en 1947), ex-préfet du Saint-Office
- Patrick Ohler, fondateur de la communauté en ligne wer-kennt-wen (de)[3].
- Franz Xaver Remling (de) (1803-1873), chanoine du diocèse de Spire et historien.
- Heinz Schenk (de) (1924-2014), présentateur (Zum Blauen Bock (de)) et acteur[4].
- Ady Schmelz (1944-2010), carnavalier et maréchal du défilé du lundi des roses de Mayence[5]
- Adam Joseph Schmitt (de) (1855-1928), député du Reichstag.
- Ambrosius Schneider (de) (1911-2002), abbé cistercien allemand et historien de l'ordre.
- Michael Schulz (de) (né en 1960), ancien professeur de dogmatique à la faculté catholique de l'université rhénane Frédéric-Guillaume de Bonn.
- Thomas Sinsel (de) (né en 1954), ancien joueur de l'équipe nationale de handball et plusieurs fois champion d'Allemagne.
- Oliver Wiertz (de) (né en 1964), philosophe
- Walter Wüllenweber (de) (né en 1962), journaliste[6]